# رومان سایس
رومان غانم سایس (عربی: رومان غانم سايس؛ زادهٔ ۲۶ مارس ۱۹۹۰) بازیکن فوتبال اهل مراکش است که در باشگاه ورزشی السد بازی می‌کند.
از باشگاه‌هایی که در آن بازی کرده‌است می‌توان به لو آور، آنژه ، ولورهمپتون واندررز ، بشیکتاش ،السد والشباب اشاره کرد.
وی همچنین در تیم ملی فوتبال مراکش بازی کرده‌است و ۳ گل هم به ثمر رسانده است.

## آمار ملی

### بازی‌های ملی
تا تاریخ ۳۰ ژانویه ۲۰۲۴
| مراکش | مراکش | مراکش | مراکش  |
| سال   | بازی  | گل    | پاس گل |
| ----- | ----- | ----- | ------ |
| ۲۰۱۲  | ۱     | ۰     | ۰      |
| ۲۰۱۶  | ۷     | ۰     | ۰      |
| ۲۰۱۷  | ۱۳    | ۱     | ۰      |
| ۲۰۱۸  | ۱۱    | ۰     | ۰      |
| ۲۰۱۹  | ۹     | ۰     | ۰      |
| ۲۰۲۰  | ۳     | ۰     | ۰      |
| ۲۰۲۱  | ۹     | ۰     | ۰      |
| ۲۰۲۲  | ۱۹    | ۱     | ۱      |
| ۲۰۲۳  | ۷     | ۰     | ۰      |
| ۲۰۲۴  | ۳     | ۱     | ۰      |
| مجموع | ۸۲    | ۳     | ۱      |

### گل‌های ملی
| شماره | تاریخ          | میزبان  | بازی ملی | حریف     | نتیجه | رقابت                  |
| ----- | -------------- | ------- | -------- | -------- | ----- | ---------------------- |
| ۱     | ۲۰ ژانویه ۲۰۱۷ | اویم    | ۱۱       | توگو     | ۳–۱   | جام ملت‌های آفریقا ۲۰۱۷ |
| ۲     | ۲۷ نوامبر ۲۰۲۲ | دوحه    | ۶۸       | بلژیک    | ۲–۰   | جام جهانی ۲۰۲۲ قطر     |
| ۳     | ۱۷ ژانویه ۲۰۲۴ | سن-پدرو | ۸۰       | تانزانیا | ۳–۰   | جام ملت‌های آفریقا ۲۰۲۳ |